# Conger cinereus
Conger cinereus és una espècie de peix pertanyent a la família dels còngrids.

## Descripció
- Pot arribar a fer 130 cm de llargària màxima (normalment, en fa 50).
- Nombre de vèrtebres: 139-146.[3][4]

## Alimentació
Menja peixos i crustacis durant la nit.

## Hàbitat
És un peix marí i d'aigua salabrosa, associat als esculls i de clima tropical (32°N-47°S, 24°E-140°W) que viu entre 1 i 80 m de fondària.

## Distribució geogràfica
Es troba des del mar Roig i l'Àfrica oriental fins a les illes Marqueses, l'illa de Pasqua, el sud del Japó (incloent-hi les illes Ogasawara) i el nord d'Austràlia (incloent-hi l'illa de Lord Howe).

## Costums
És bentònic.

## Observacions
És inofensiu per als humans.